# Hiatt (Unternehmen)
Hiatt & Co war ein britisches Unternehmen für Handschellen und Fußfesseln. Es war an der Adresse 111–115 Baltimore Road, Birmingham, ansässig. Es geht auf das Jahr 1780 zurück. Es deckte praktisch den gesamten britischen Markt.
1985 wurde die Unternehmung Hiatt Thompson in den Vereinigten Staaten gegründet, um weiterhin Fußketten vertreiben zu können. Produkte des Unternehmens wurden unter anderem in Gefängnis von Guantanamo verwendet.
Das Unternehmen wurde 2008 an die Armour Holdings-Gruppe verkauft und danach an die BAE (British Aerospace) verkauft.
Ehemalige Mitarbeiter gründeten das Unternehmen TCH, das fast identische Produkte herstellt, die auch den Standard 0307.01 des US National Institute of Justice (N.I.J.) erfüllen.
Heutige Handschellen von Hiatt haben ein Gewicht von 390 g, mit einer maximalen Dilatation von 23,2 cm, und können an unterschiedliche Handgelenkgrößen angepasst werden.

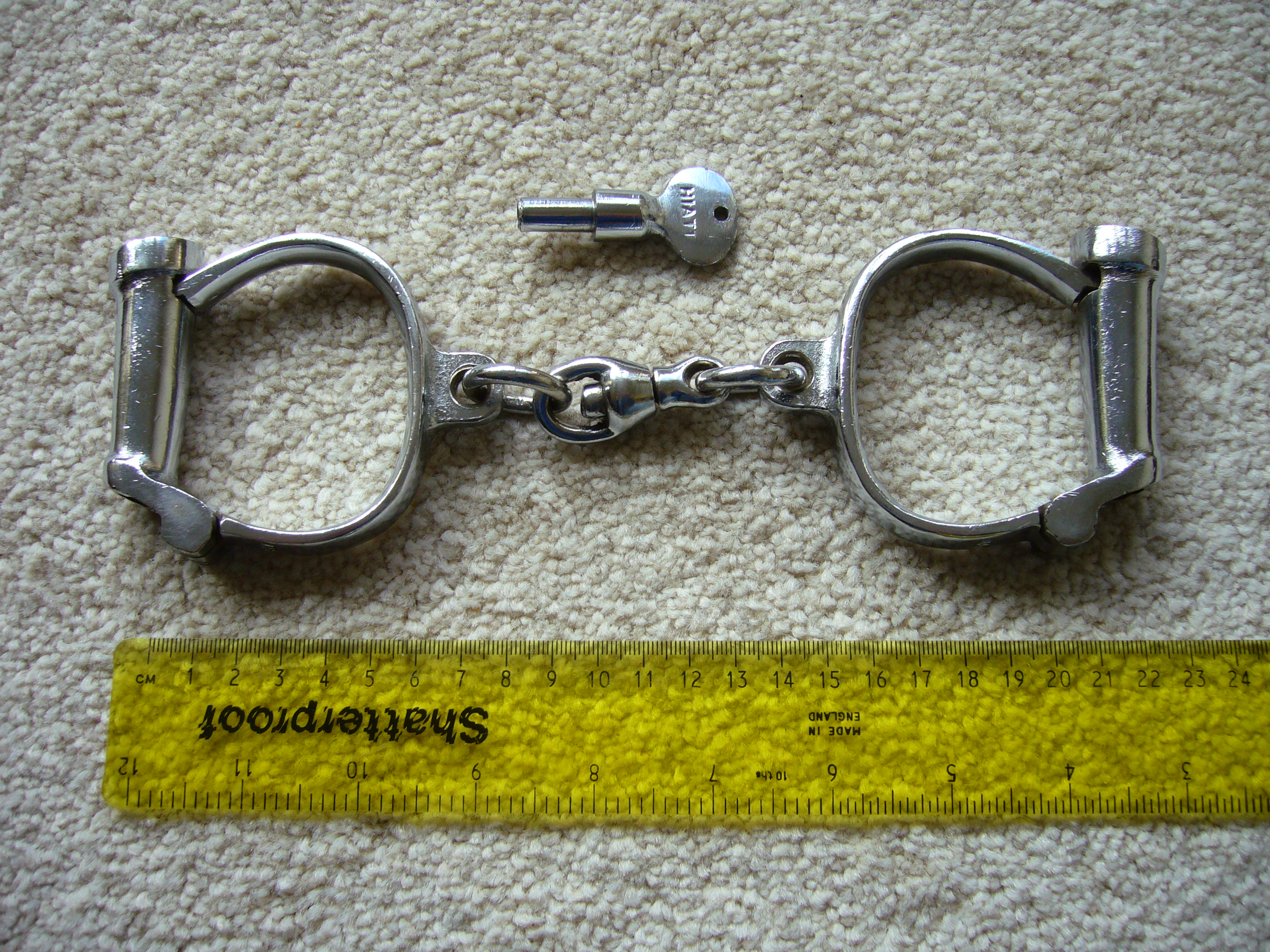
Hiatt 104, frühe 1950er Jahre
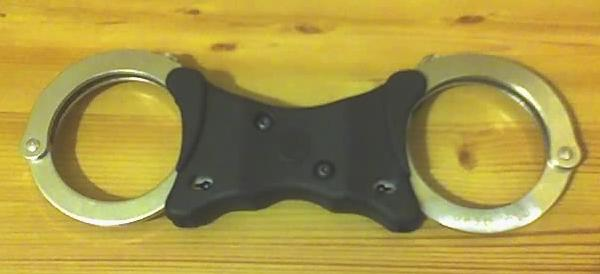
Hiatt Speedcuffs
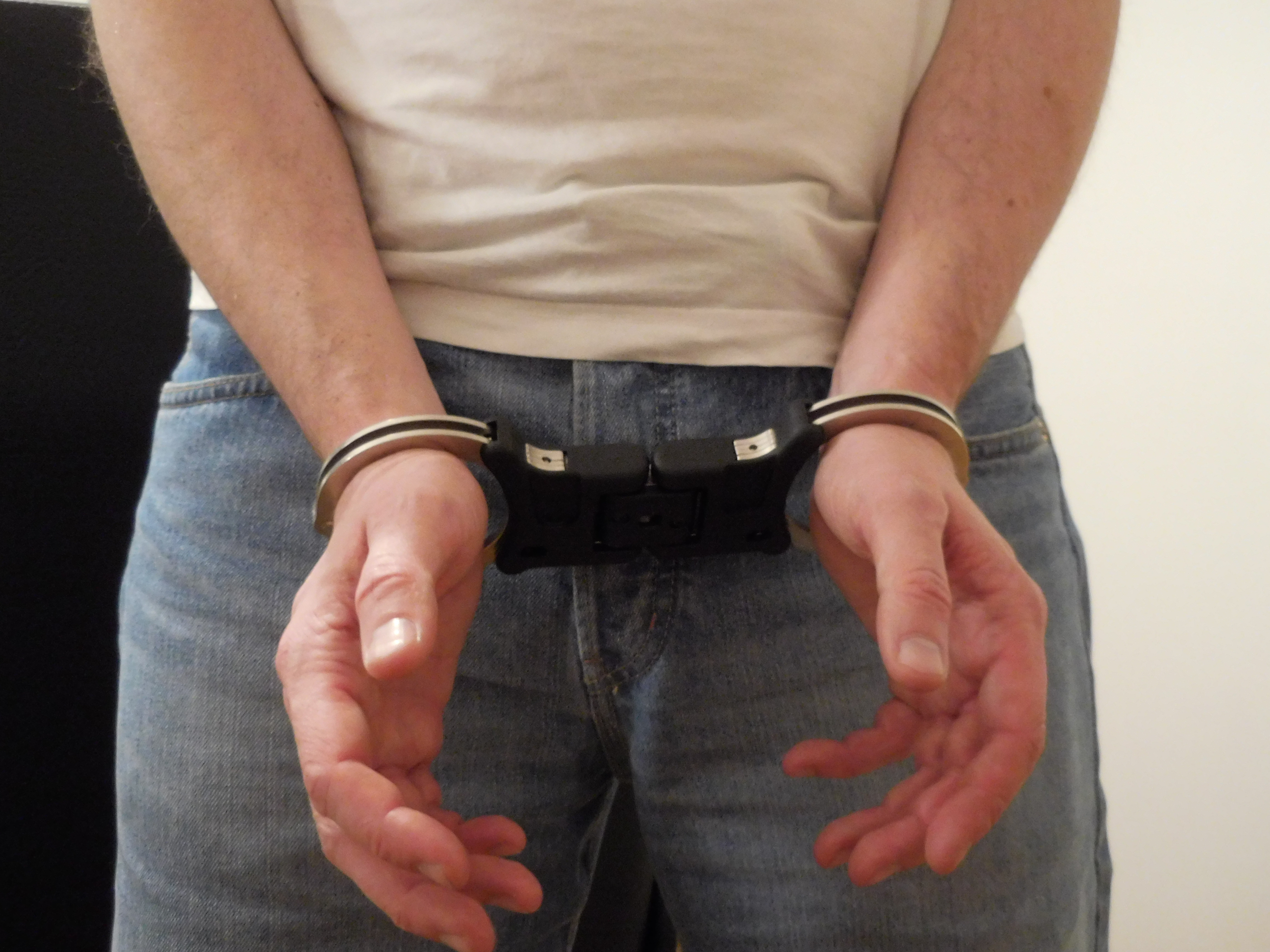
Hiatts Gelenkhandschellen

Varianten der Anwendung von Handschellen
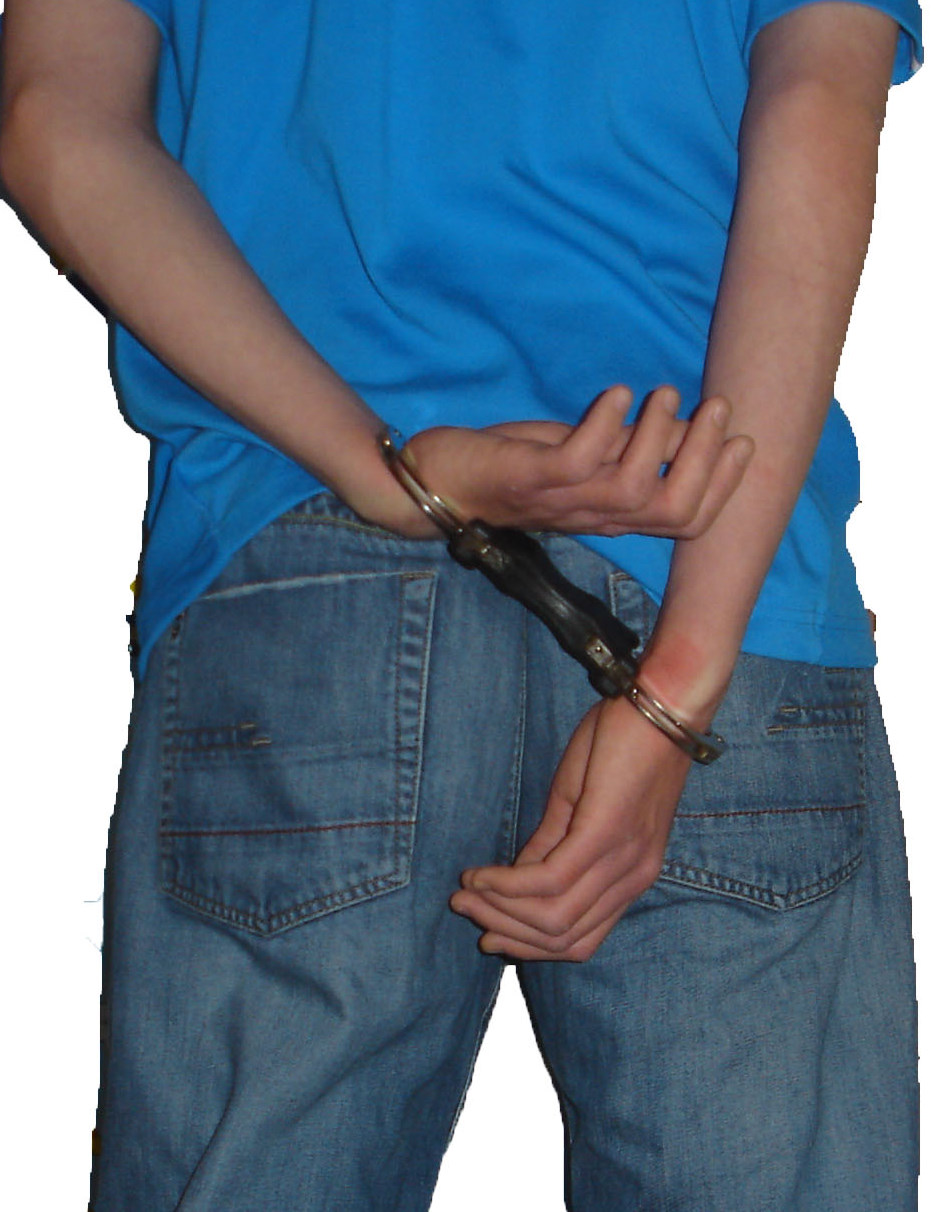
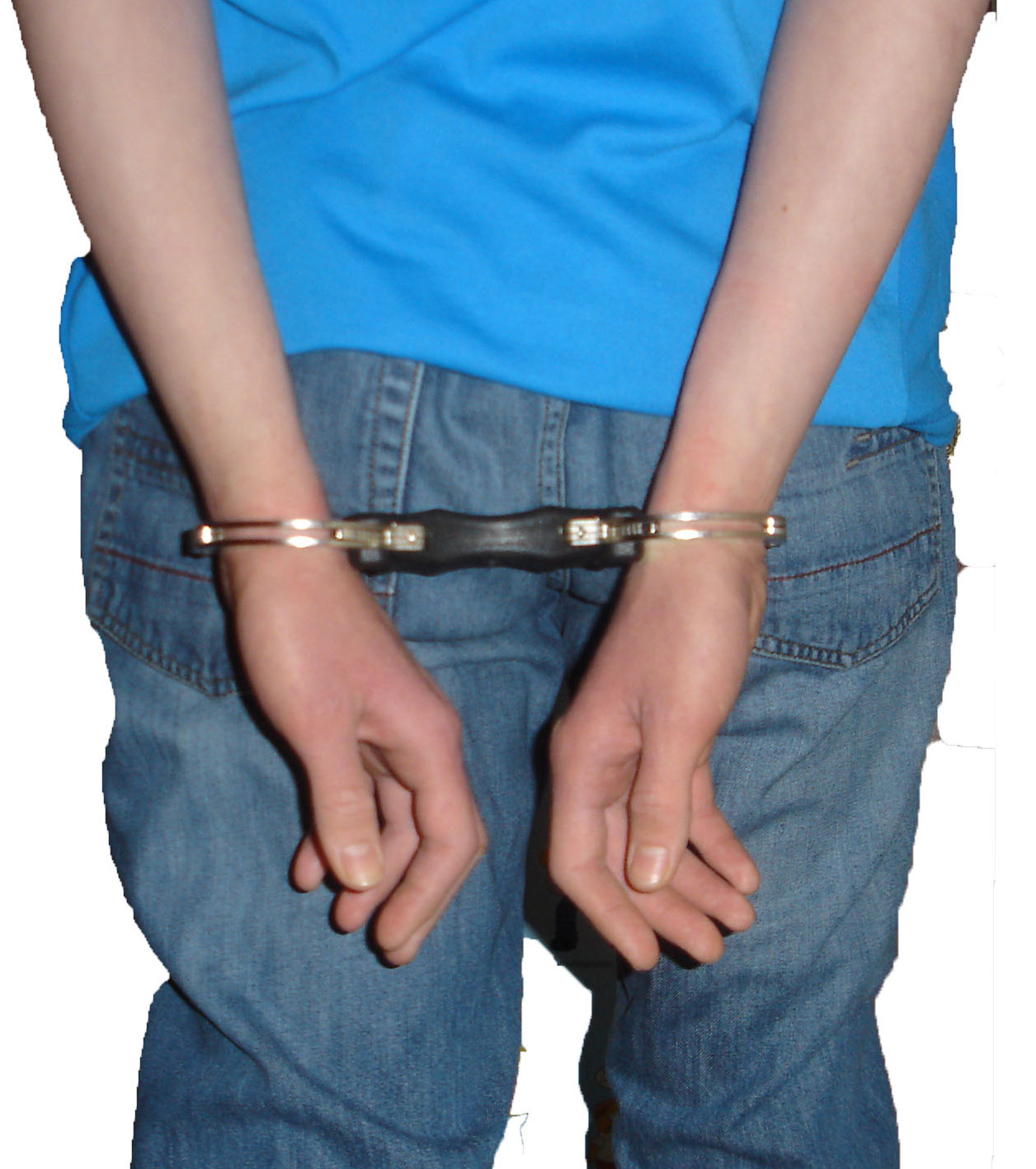
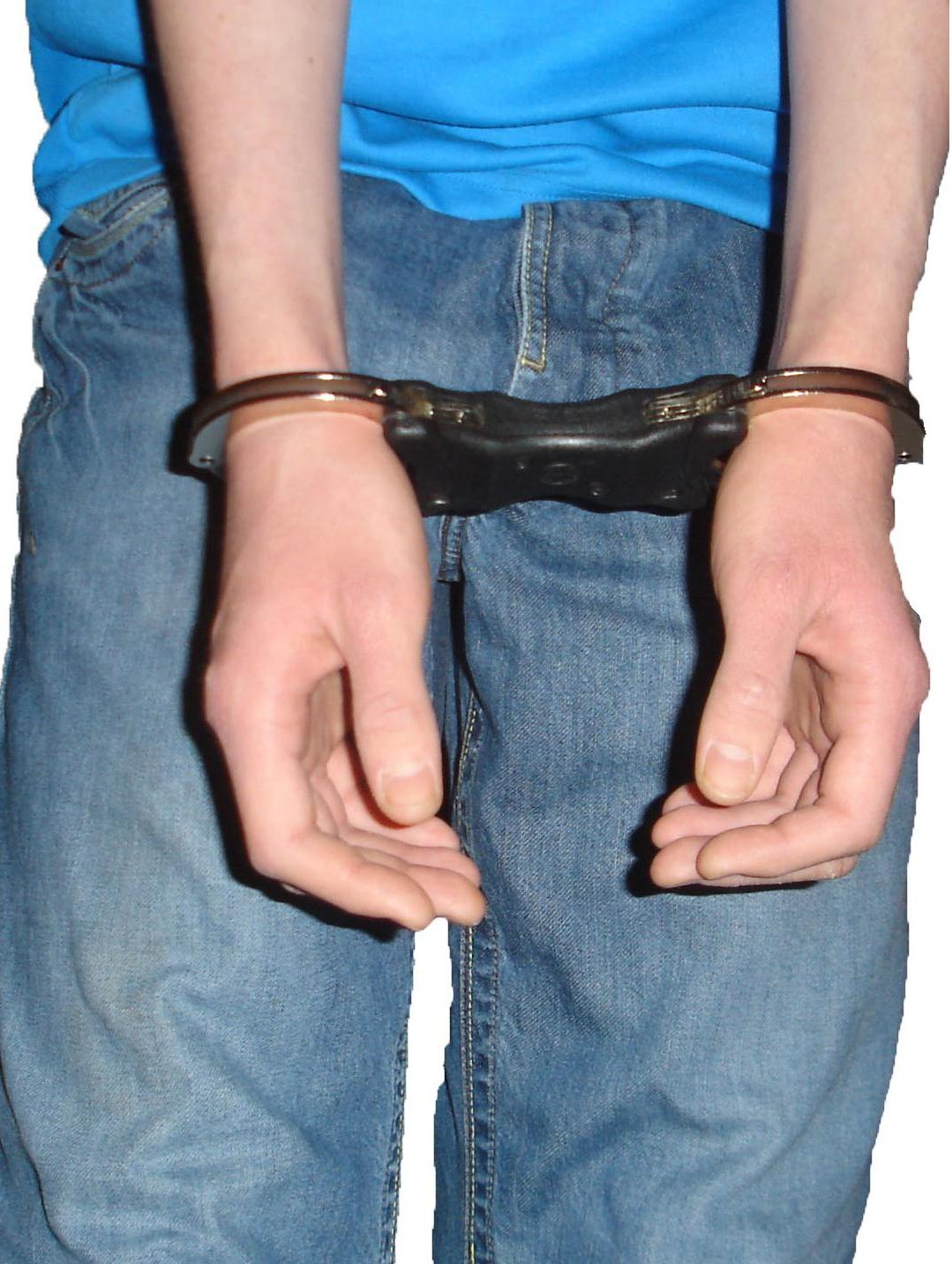
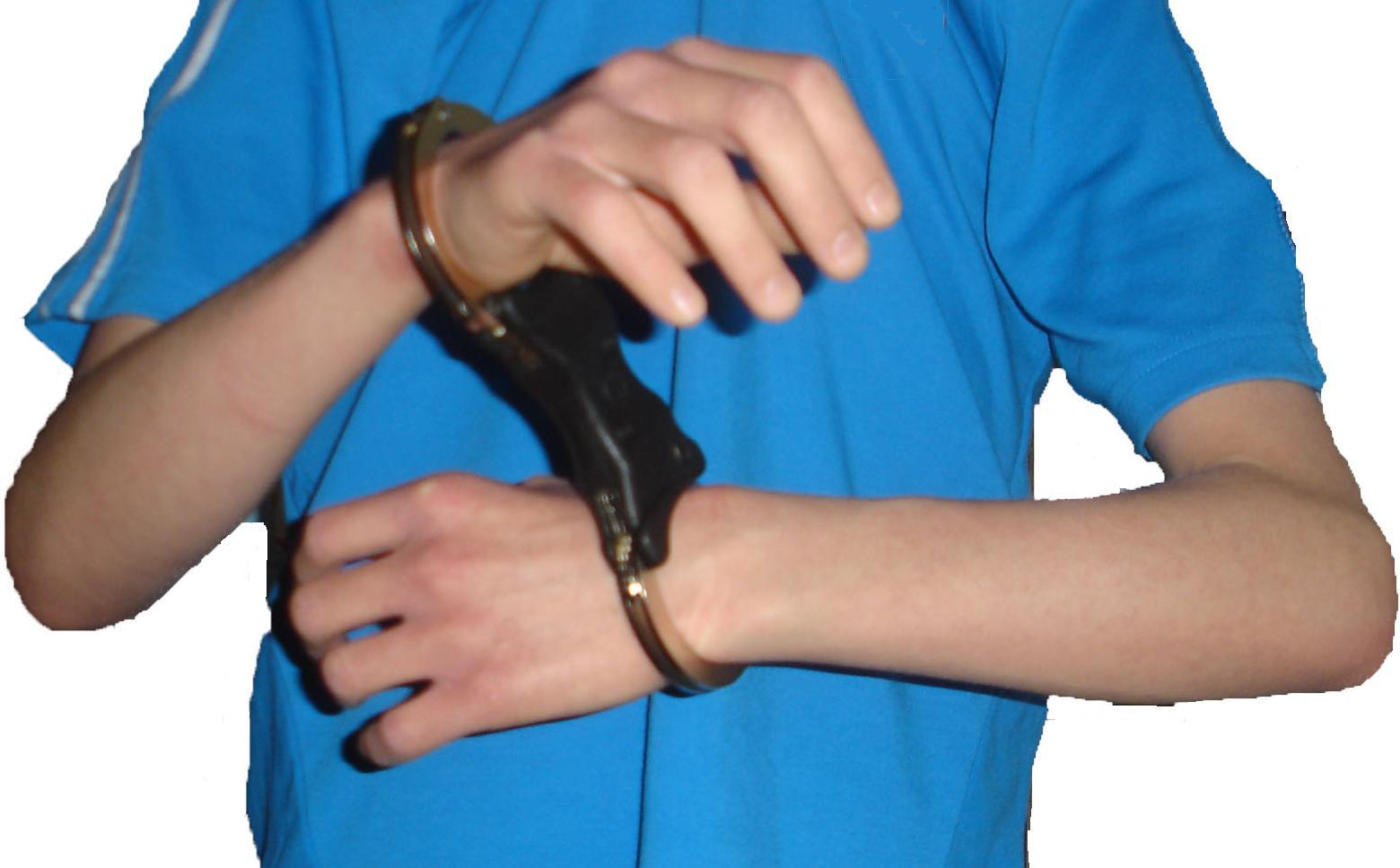